# Chi ha spostato il mio formaggio?
Chi ha spostato il mio formaggio? è un saggio del 1998 scritto da Spencer Johnson.

## Trama
La storia è l'avventura di due topolini, Nasofino e Trottolino, e di due gnomi, Tentenna e Ridolino, che vivono in un Labirinto e ogni giorno devono partire alla ricerca del Formaggio. Un giorno Tentenna e Ridolino non trovano più il formaggio dove lo avevano sempre cercato, mentre Nasofino e Trottolino, avendo percepito il cambiamento, non lo subiscono passivamente. Sulle prime Tentenna e Ridolino si disperano per l'accaduto, ma poi col tempo Ridolino, accettando il cambiamento, inizia la corsa nel labirinto fino al giorno in cui trova il Nuovo Formaggio ed anche Nasofino e Trottolino.
Il racconto è una parabola sui cambiamenti che possono avvenire nella vita e sulla necessità di percepirli, non di subirli passivamente.

## Edizioni
- Spencer Johnson, Chi ha spostato il mio formaggio?, Torino, Sperling & Kupfer, 1999,  p. 87, ISBN 88-200-3097-7.